# 北名古屋市立白木中学校
北名古屋市立白木中学校（きたなごやしりつ しらきちゅうがっこう）は、愛知県北名古屋市にある公立中学校。

## 概要
- 北名古屋市立鴨田小学校校区、及び北名古屋市立白木小学校校区の生徒が通学する[1]。
- 旧・西春日井郡西春町の中学校であった。

## 沿革
- 1973年（昭和48年）4月 - 西春町立西春中学校から分離し、西春町立白木中学校として開校する。
- 1975年（昭和50年） - 北校舎及び体育館が完成する。
- 1982年（昭和57年）4月 - 校区の一部（石橋、中之郷、宇福寺、北野）が新設の西春町立天神中学校校区に移る。
- 1983年（昭和58年） - 校舎を増築する。プールが完成する。
- 2006年（平成18年）3月20日 - 師勝町と西春町が合併し、「北名古屋市が発足。同時に北名古屋市立白木中学校に改称する。

## 交通アクセス
- 名鉄犬山線西春駅下車、徒歩約30分。

## 周辺施設
- 北名古屋市立白木小学校
- 名古屋市立平田小学校
- 名古屋市立浮野小学校
- 北名古屋市立沖村保育園
- 名古屋市立野南保育園